# Ипостас
 Тази статия е за богословския термин.  За понятието в лингвистиката вижте Ипостас (лингвистика).  
В християнството думата „ипостас“ (гръцки: ὑπόστᾰσις) има сложна и донякъде объркана история. Нейното буквално значение е „това, което стои отдолу“.

## Античност
В античността думата υπόστασις /ипостас/, се среща в историческите прози на Полибий, Диодор Сицилийски, Йосиф Флавий, а също и в природонаучни съчинения. Υπόστασις означава „това което стои отдолу, което съставлява основата, което гарантира съществуването на нещата“.
- В природонаучната литература означава натрупване (на облаци).
- В историческата проза означава удържане (например на засада) или повод.
- В реториката означава основна теза, аргумент.
- Във всекидневната реч означава имот, състояние, синоним на ουσια.
- В старогръцката философия, например на Аристотел и неоплатониците, означава вътрешността на обективната реалност.

## Значение
Най-често υπόστασις се превежда като „същност“. За първи път този термин се прилага по отношение на Бога през първите векове от св. Теофил Антиохийски, в неговото съчинение апология „До Автолик“. През IV век се приема окончателно като термин от православните богослови в противовес на арианската ерес. По това време в богословската наука навлиза и терминът ουσια (същност).

## Християнски писания
В посланията на св. апостол Павел думата υπόστασις се среща на пет места:
В 2 Кор. 9:13; 11:16 думата υπόστασις е използвана като „вид“, „състояние“.
В Евреи 1:3 – като „битие, природа“. Може да се преведе като „подставка, основание, увереност“.
В Евр. 3:14 – състояние.
Евр. 11:1 – основа, предпоставка, прототип.
В Септуагинтата означава имущество.
При св. ап. Павел υπόστασις означава предимно състояние, положение, основа, предпоставка, а в контекста на тринитарното богословие – битие, природа, т. е. явява се синоним на по-късно въведеното понятие ουσια.
Като трудна дума υπόστασις е останала непреведена в Синодалния превод на Свещеното Писание. Съпоставяйки гръцкия текст с превода на блаж. Йероним, виждаме, че навсякъде предпочитаният превод е substantia. От етимологическа гледна точка това е най-точният превод, доколкото υπόστασις е съставено от υπο + στασις /стоене под/ също като substantia идва от sub + stantia. За латинските богослови този термин носи много объркване.
Св. Григорий Богослов казва:
Св. Атанасий Велики казва:
Стихове доказващи триипостасноста на Бог:
Йоан 17:21
Йоан 16:14
Йоан 15:16
1 Йоан 5:7
Матей 28:19-20